# 河南赤阪バイパス

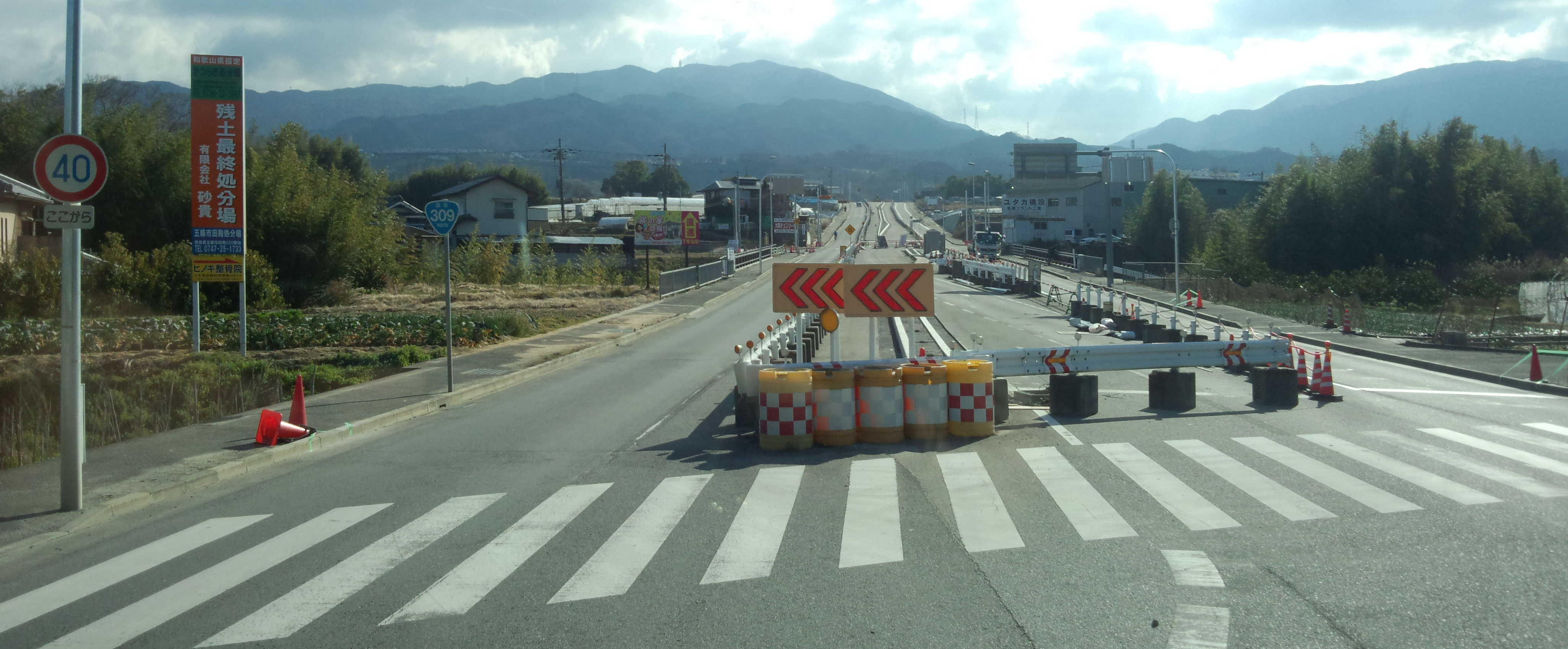
神山南交差点より

河南赤阪バイパス（かなんあかさかバイパス）は、大阪府南河内郡河南町から千早赤阪村に至る延長2.6 kmの国道309号のバイパス道路である。

## 概要
- 起点：大阪府南河内郡河南町神山（神山南交差点、府道705号富田林五條線交点）
- 終点：大阪府南河内郡千早赤阪村水分
- 延長：2.6 km
- 規格：3種2級
- 設計速度：60 km/h

## 開通状況
1期区間
- 起点から0.80 km東進
- 供用（暫定2車線）：2005年3月
- 4車線化 : 2012年

2期区間
- 1期区間から0.75 km（府道27号柏原駒ヶ谷千早赤阪線交点まで）南伸
- 供用（4車線）：2018年3月26日[1]

3期区間
- 2期区間から1.1 km（水越トンネルまで）
- 供用：未定